# محمد قذافی
محمد قذافی (به عربی: محمد معمر القذافي) بزرگترین فرزند معمر قذافی رهبر لیبی است که در سال ۱۹۷۰ میلادی دیده به جهان گشود. او رئیس کمیته المپیک لیبی و همچنین مدیر شرکت مخابرات لیبی (در دوران حکومت پدرش) بود. او نتیجه ازدواج معمر قذافی و فتحیة نوری خالد است. محمد قذافی که دارای مدرک دکترا است برخلاف برادرانش هیچ مسئولیت نظامی و امنیتی نداشته است. حضور او در رسانه‌های لیبی به مسائل مربوط به ورزش و مخابرات محدود بود و تنها حضور تلویزیونی او بعد از ناآرامی‌های لیبی، تصویری از بازی شطرنج پدرش با رئیس فدراسیون جهانی شطرنج بود.
در تاریخ ۲۲ اوت ۲۰۱۱ پس از حضور مخالفان در طرابلس او در تماسی با شبکه الجزیره اعلام کرد که منزلش در محاصره مخالفان قرار دارد. در حین صحبت‌های او، پس از شنیده شدن صدای شلیک، ارتباط او با شبکه الجزیره قطع شد. پس از آن مصطفی عبدالجلیل رئیس حکومت انتقالی لیبی (مخالفان قذافی) در تماسی با شبکه الجزیره اعلام کرد که پس از درگیری نیروهای تحت امرش با محافظان محمد قذافی دو تن از مخالفان و یک نفر از محافظان پسر قذافی کشته شده‌اند ولی به محمد قذافی آسیبی نرسیده است. نیروهای وفادار به معمر قذافی در تاریخ ۲۳ اوت ۲۰۱۱ یعنی یک روز پس از دستگیری او، توانستند محمد قذافی و خانواده‌اش را از دست مخالفان رهانیده و فراری دهند.
او در اواخر اوت همراه خانواده‌اش به الجزایر گریخت.